# Ryan Hall (peleador)
Ryan Christopher Hall (Condado de Arlington, Virginia, Estados Unidos, 22 de febrero de 1985) es artista marcial mixto que compite en la división de peso pluma de Ultimate Fighting Championship. Es conocido por sus numerosos logros competitivos, que van desde victorias en el Mundial y en el ADCC hasta docenas de campeonatos de Grapplers Quest. Es el ganador de la temporada 22 de The Ultimate Fighter.

## Primeros años
Asistió al Manhattan College en el Bronx, Nueva York, y estudió Ingeniería Eléctrica.

## Carrera en las artes marciales mixtas

### Inicios
En 2012, comenzó a entrenar en artes marciales mixtas en el Tristar Gym en Montreal, Canadá. Representó a su nuevo equipo por primera vez en la jaula en SLAMM-1 el 30 de noviembre de 2012 en Montreal, Canadá, donde ganó por TKO en el primer asalto.
Luchó en la cartelera de Challenge MMA 2 el 17 de agosto de 2013. Sometió a Maged Hammo en el evento de Montreal, Quebec.
Derrotó a Leo Pérez por TKO en Fight Lab 35 en Charlotte, NC el 8 de febrero de 2014 y sometió a Ryan Hogans vía gancho de talón en el primer asalto en la United Combat League el 31 de mayo en Hammond, IN.

### The Ultimate Fighter
El 31 de agosto de 2015, se anunció que sería concursante en la 22ª temporada del reality show The Ultimate Fighter, representando al Team USA.
En el primer combate eliminatorio, se enfrentó a su compatriota Johnny Nunez. Ganó el combate por sumisión en el primer asalto.
Representó al equipo de Estados Unidos en el primer combate preliminar de la temporada enfrentándose al sueco Frantz Slioa. Ganó el combate por sumisión en el primer asalto. Pasó a los cuartos de final, donde perdió ante Saul Rogers por decisión mayoritaria. Rogers avanzó hasta la final, pero un problema de visa le impidió luchar, lo que permitió a Hall luchar contra Artem Lobov en la final de The Ultimate Fighter 22. Derrotó a Lobov por decisión unánime para convertirse en el ganador de peso ligero de The Ultimate Fighter 22.

### Ultimate Fighting Championship
Se esperaba que se enfrentara a Alex White el 13 de julio de 2016 en UFC Fight Night: McDonald vs. Lineker. Sin embargo, el combate se canceló el 28 de junio porque White se retiró por una lesión no revelada. A su vez, optó por luchar en otra fecha en lugar de que la promoción le buscara un sustituto.
Debutó en la UFC contra Gray Maynard el 3 de diciembre de 2016 en The Ultimate Fighter 24 Finale. Ganó el combate por decisión unánime.
Se enfrentó a B.J. Penn el 29 de diciembre de 2018 en UFC 232. Ganó el combate por sumisión en el primer asalto. Esta victoria le valió el premio a la Actuación de la Noche.
Se enfrentó a Darren Elkins el 13 de julio de 2019 en UFC Fight Night: de Randamie vs. Ladd. Ganó el combate por decisión unánime.
A pesar de ser un luchador clasificado, ha sido noticia por su incapacidad para encontrar un combate, pasando largos períodos entre combates (con sólo cuatro combates en más de cuatro años desde que firmó con la UFC). Se ha manifestado a favor de pelear con cualquiera siempre que se le dé preparación, pero su dirección y la UFC han tenido dificultades para encontrarle rivales de rango similar o superior. Dos semanas después, el oficial de la UFC le encontró un oponente.
Se esperaba que se enfrentara a Ricardo Lamas el 2 de mayo de 2020 en UFC Fight Night: Hermansson vs. Weidman. Sin embargo, el 9 de abril, el presidente de la UFC, Dana White, anunció que este evento fue pospuesto para una fecha futura. El combate fue reprogramado el 29 de agosto de 2020 en UFC Fight Night: Smith vs. Rakić. Sin embargo, fue retirado del evento debido a una lesión no revelada.
Se esperaba que se enfrentara a Dan Ige el 13 de marzo de 2021 en UFC Fight Night: Edwards vs. Muhammad. Sin embargo, se retiró del combate el 11 de febrero debido a una lesión en los flexores de la cadera.
Se enfrentó a Ilia Topuria el 10 de julio de 2021 en UFC 264. Perdió el combate por KO en el primer asalto.
Se enfrentó a Darrick Minner el 11 de diciembre de 2021 en el UFC 269. Ganó el combate por decisión unánime.

## Vida personal
Él y su esposa tienen un hijo (nacido en 2018). Mientras era concursante en The Ultimate Fighter, Hall explicó que sus frecuentes tics faciales son el resultado de una forma leve de síndrome de Tourette.

### Incidente de autodefensa
En 2011, salió a la luz un video viral de él en el que se mostraba a éste utilizando técnicas de grappling para defenderse contra un hombre más grande y agresivo mientras cenaba en una pizzería. En el vídeo, demuestra el uso de un derribo con una sola pierna y la posición de mount. Más tarde, aplica una llave de estrangulamiento al hombre poco antes de que llegue la policía.

## Publicación de DVD de grappling
Ha publicado una serie de DVD instructivos, entre ellos uno que hace hincapié en el estrangulamiento del triángulo, una técnica emblemática utilizada en su carrera competitiva.

## Campeonatos y logros
- Ultimate Fighting Championship
  - Ganador de peso ligero de The Ultimate Fighter 22
  - Actuación de la Noche (una vez) vs. B.J. Penn.[19]

- MMA Fighting
  - Sumisión del Año 2018 vs. B.J. Penn[38]

- CombatPress.com
  - Sumisión del año 2018 vs. B.J. Penn[39]

## Récord en artes marciales mixtas
| Resultado | Récord | Oponente              | Método                                 | Evento                                               | Fecha                   | Ronda | Tiempo | Localización                  | Notas                                                     |
| --------- | ------ | --------------------- | -------------------------------------- | ---------------------------------------------------- | ----------------------- | ----- | ------ | ----------------------------- | --------------------------------------------------------- |
| Victoria  | 9-2    | Darrick Minner        | Decisión (unánime)                     | UFC 269                                              | 11 de diciembre de 2021 | 3     | 5:00   | Las Vegas, Nevada             |                                                           |
| Derrota   | 8-2    | Ilia Topuria          | TKO (puñetazos)                        | UFC 264                                              | 10 de julio de 2021     | 1     | 4:47   | Las Vegas, Nevada             |                                                           |
| Victoria  | 8-1    | Darren Elkins         | Decisión (unánime)                     | UFC Fight Night: de Randamie vs. Ladd                | 13 de julio de 2019     | 3     | 5:00   | Sacramento, California        |                                                           |
| Victoria  | 7-1    | B.J. Penn             | Sumisión (gancho de talón)             | UFC 232                                              | 29 de diciembre de 2018 | 1     | 2:46   | Inglewood, California         | Combate de peso ligero. Actuación de la Noche.            |
| Victoria  | 6-1    | Gray Maynard          | Decisión (unánime)                     | The Ultimate Fighter: Tournament of Champions Finale | 3 de diciembre de 2016  | 3     | 5:00   | Las Vegas, Nevada             | Regreso al peso pluma.                                    |
| Victoria  | 5-1    | Artem Lobov           | Decisión (unánime)                     | The Ultimate Fighter: Team McGregor vs. Team Faber   | 11 de diciembre de 2015 | 3     | 5:00   | Las Vegas, Nevada             | Ganó el torneo de peso ligero de The Ultimate Fighter 22. |
| Victoria  | 4-1    | Ryan Hogans           | Sumisión (gancho de talón)             | UCL: Torres vs. Choate                               | 31 de mayo de 2014      | 1     | 1:54   | Hammond, Indiana              |                                                           |
| Victoria  | 3-1    | Leonardo Perez        | TKO (puñetazos)                        | Fight Lab 35: Misery Loves Company 6                 | 8 de febrero de 2014    | 3     | 1:44   | Charlotte, Carolina del Norte |                                                           |
| Victoria  | 2-1    | Maged Hammo           | Sumisión (estrangulamiento por detrás) | Challenge MMA 2: Think Big                           | 17 de agosto de 2013    | 1     | 2:43   | Montreal, Quebec              |                                                           |
| Victoria  | 1-1    | Phillip Deschambeault | TKO (puñetazos)                        | Slamm 1: Garcia vs. Lamarche                         | 30 de noviembre de 2012 | 1     | 1:41   | Montreal, Quebec              | Debut en el peso pluma.                                   |
| Derrota   | 0-1    | Eddie Fyvie           | Decisión (unánime)                     | Reality Fighting 12: Return to Boardwalk Hall        | 29 de abril de 2006     | 3     | 3:03   | Atlantic City, Nueva Jersey   | Debut en el peso ligero.                                  |